# 세라 마사노리
세라 마사노리(일본어: 世良 公則 せら まさのり[*], 1955년 12월 14일 ~ )는 일본의 배우, 싱어송라이터, 텔레비전 배우이다. 히로시마현 후쿠야마시에서 태어났다.

## 방송
- 태양에 짖어라 (1982-84)
- 테미스의 구형
- 마루모의 규칙

## 영화
- 내부고발자들: 월급쟁이의 전쟁 (2018년)
- 테미스의 구형 (2015년)
- 15 (2001년)
- 간장 선생 (1998년) - 토리우미 역
- 신 야쿠자의 아내들: 반한다면 지옥 (1994년)
- 야쿠자의 아내들 (1986년)